# Ostoja Popradzka
Ostoja Popradzka (PLH120019) – projektowany specjalny obszar ochrony siedlisk, aktualnie obszar mający znaczenie dla Wspólnoty, położony w Beskidzie Sądeckim, o powierzchni 57 930,98 ha.

## Typy siedlisk przyrodniczych
W obszarze podlegają ochronie następujące typy siedlisk z załącznika I dyrektywy siedliskowej:
- starorzecza
- murawy kserotermiczne
- murawy bliźniczkowe
- ziołorośla
- łąki świeże
- łąki konietlicowe
- torfowiska zasadowe
- jaskinie nieudostępnione do zwiedzania
- kwaśna buczyna górska (Luzulo luzuloidis-Fagetum)
- żyzna buczyna karpacka (Dentario glandulosae-Fagetum) – ok. 20% obszaru
- grąd (Tilio-Carpinetum)
- jaworzyny
- łęgi
- acydofilna zachodniokarpacka świerczyna górnoreglowa (Plagiothecio-Piceetum)

## Fauna i flora
Występują tu następujące gatunki z załącznika II:
- podkowiec mały (Rhinolophus hipposideros)
- nocek orzęsiony (Myotis emarginatus)
- nocek Bechsteina (Myotis bechsteinii)
- nocek duży (Myotis myotis)
- bóbr europejski (Castor fiber)
- wilk (Canis lupus)
- niedźwiedź brunatny (Ursus arctos)
- wydra (Lutra lutra)
- ryś (Lynx lynx)
- traszka grzebieniasta (Triturus cristatus)
- traszka karpacka (Lissotriton montandoni)
- kumak górski (Bombina variegata)
- minóg strumieniowy (Lampetra planeri)
- boleń (Aspius aspius)
- głowacz białopłetwy (Cottus gobio)
- brzana peloponeska (Barbus peloponnesius)
- poczwarówka zwężona (Vertigo angustior)
- czerwończyk nieparek (Lycaena dispar)
- krasopani hera (Euplagia quadripunctaria)
- nadobnica alpejska (Rosalia alpina)
- biegacz gruzełkowaty (Carabus variolosus)
- bezlist okrywowy (Buxbaumia viridis)

Dodatkowo, występują tu gatunki roślin objętych ochroną gatunkową:
- parzydło leśne (Aruncus dioicus)
- kopytnik pospolity (Asarum europaeum)
- pokrzyk wilcza jagoda (Atropa belladonna)
- buławnik mieczolistny (Cephalanthera longifolia)
- żłobik koralowy (Corallorhiza trifida)
- kukułka plamista (Dactylorhiza maculata)
- wawrzynek wilczełyko (Daphne mezereum)
- kruszczyk rdzawoczerwony (Epipactis atrorubens)
- kruszczyk szerokolistny (Epipactis helleborine)
- przytulia wonna (Galium odoratum)
- gółka długoostrogowa (Gymnadenia conopsea)
- bluszcz pospolity (Hedera helix)
- wroniec widlasty (Huperzia selago)
- lilia złotogłów (Lilium martagon)
- listera jajowata (Listera ovata)
- gnieźnik leśny (Neottia nidus-avis)
- storczyk męski (Orchis mascula)
- podkolan biały (Platanthera bifolia)
- podkolan zielonawy (Platanthera chlorantha)
- paprotka zwyczajna (Polypodium vulgare)
- storczyca kulista (Traunsteinera globosa)
- kalina koralowa (Viburnum opulus)

## Inne formy ochrony przyrody
Aż 87,98% powierzchni obszaru „Ostoja Popradzka” leży w granicach Popradzkiego Parku Krajobrazowego, pozostałe 12,02% przypada na Południowomałopolski Obszar Chronionego Krajobrazu.
Na terenie obszaru znajduje się 13 rezerwatów przyrody:
- Baniska
- Kłodne nad Dunajcem
- Nad Kotelniczym Potokiem
- Pusta Wielka
- Barnowiec
- Lembarczek
- Las Lipowy Obrożyska
- Łabowiec
- Uhryń
- Wierchomla
- Żebracze
- Hajnik
- Okopy Konfederackie

Rezerwat w Łosiach im. prof. Mieczysława Czai został zlikwidowany w 2011 roku.